# Atelopus barbotini
Atelopus barbotini là một loài cóc hề trong họ Bufonidae. Nó là loài đặc hữu của vùng cao của Guyana thuộc miền trung Guyana. Loài này trước đây được coi là một phân loài của loài Atelopus spumarius, một số ý kiến đặt vấn đề về chúng, không rõ là nó là một loài hay một nhóm các loài liên quan (tương tự như phức hợp loài). 

## Phân loài
Trước đây loài này còn được gọi với danh pháp khoa học đồng nghĩa là Atelopus flavescens. Qua một thời gian sau đó, một số ấn phẩm đã đề cập đến vị trí chủ thể của Atelopus barbotini. Năm 2005, những nhà nghiên cứu là Noonan và Gaucher đã viết trong tác phẩm Sinh học phân tử rằng có bằng chứng cho thấy Atelopus barbotini có thể không tương đồng với Atelopus spumarius. Tuy nhiên, chúng không thay đổi hệ thống phân loại của loài. Trong năm 2011 Lötters van der Meijden đã lập luận rằng Atelopus barbotini và Atelopus spumarius không có tính đồng nhất, nhưng Atelopus flavescens có thể có sự tương đồng với Atelopus barbotini và từ đó chúng được chính thức nâng quan điểm khoa học và trở thành một loài riêng biệt.